# Wola Radziszowska

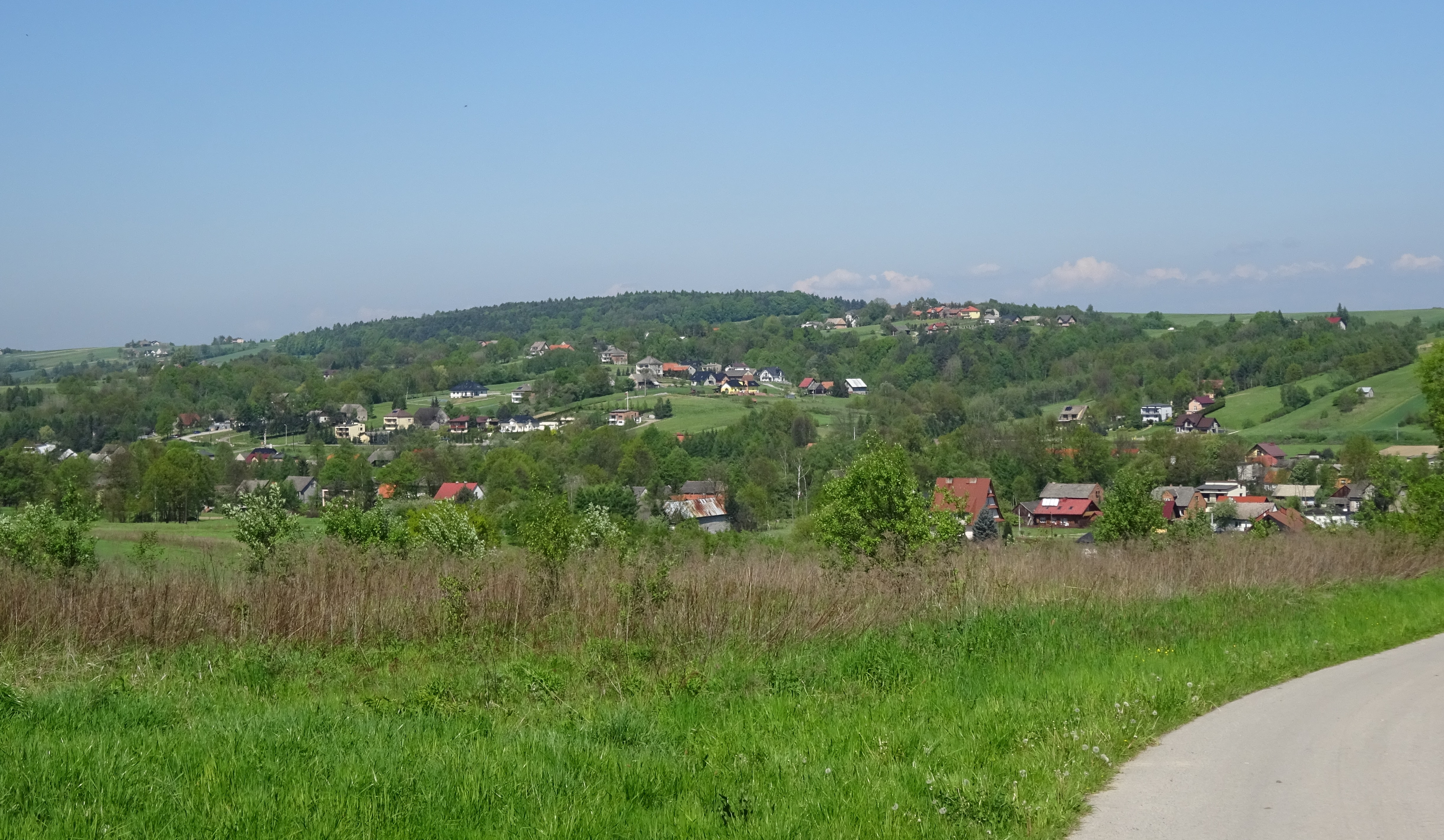
Blick auf das Dorf

Wola Radziszowska ist eine Ortschaft mit einem Schulzenamt der Gemeinde Skawina im Powiat Krakowski der Woiwodschaft Kleinpolen in Polen.

## Geographie
Der Ort liegt am Fluss Cedron bzw. Skawinka, südwestlich des Walds Bronaczowa.
Die Nachbarorte sind Polanka Hallera im Nordwesten, Radziszów im Nordosten, Krzywaczka im Südosten, Biertowice im Süden, Podolany und Zarzyce Małe im Südwesten.

## Geschichte
Das Gebiet zwischen den Flüssen Skawa im Westen und Skawinka im Osten wurde im Jahr 1274 von Kleinpolen abgetrennt und ans Herzogtum Oppeln angeschlossen. Das schon bestehende Dorf Wola wurde in zwei Teile getrennt: der Teil am linken Ufer wurde schlesisch, der andere blieb beim Herzogtum Krakau. Kurz darauf schenkte oder verkaufte der Herzog Wladislaus I. das Dorf an die Abtei Tyniec. Die Benediktiner hatten schon früher im Besitz das benachbarte Dorf Radziszów und übertrugen beide Dörfer auf Deutsches Recht, und zwar unter dem gemeinsamen Schultheiß Iohannes de Radesow et Wola. Der Schultheiß nahm am Krakauer Aufstand des Vogtes Albert teil und musste deswegen 1311 das Besitz verlassen (polnischer Teil). Wahrscheinlich an der Wende vom 13. ins 14. Jahrhundert entstanden auch zwei Pfarreien. Die Pfarrei Novo Radissow wurde im Peterspfennigregister des Jahres 1326 im Dekanat Zator des Bistums Krakau erstmals erwähnt (während Radziszów wurde Antiquo Radissow). In der Mitte des 15. Jahrhunderts wurde es auch als Brunaczowa Wolia bezeichnet. Das damals verschwundene Dorf Brunaczów lag etwas östlich von Wola, am Fluss Harbutówka, unter dem Wald, nach dem Dorf Bronaczowa benannt. Die verlassenen Gründe von Brunaczów wurden wahrscheinlich damals zwischen Wola, Radziszów, Głogoczów sowie Mogilany aufgeteilt.
Ab 1327 war die Grenze am Fluss Skawinka/Cedron international zwischen den Königreichen Böhmen und Polen, als der Herzog Johann I. von Auschwitz dem böhmischen König Johann von Luxemburg huldigte. Seit 1445 gehörte der schlesische Teil des Dorfs zum Herzogtum Zator, dieses wurde im Jahr 1494 an Polen verkauft und 1564 völlig inkorporiert.
Bei der Ersten Teilung Polens kam Wola Radziszowska 1772 zum neuen Königreich Galizien und Lodomerien des habsburgischen Kaiserreichs (ab 1804).
1918, nach dem Ende des Ersten Weltkriegs und dem Zusammenbruch der k.u.k. Monarchie, kam Wola Radziszowska zu Polen. Unterbrochen wurde dies nur durch die Besetzung Polens durch die Wehrmacht im Zweiten Weltkrieg. Es gehörte dann zum Generalgouvernement.
Von 1975 bis 1998 gehörte Wola Radziszowska zur Woiwodschaft Krakau.

## Sehenswürdigkeiten
- Holzkirche von der Wende vom 15. zum 16. Jahrhundert

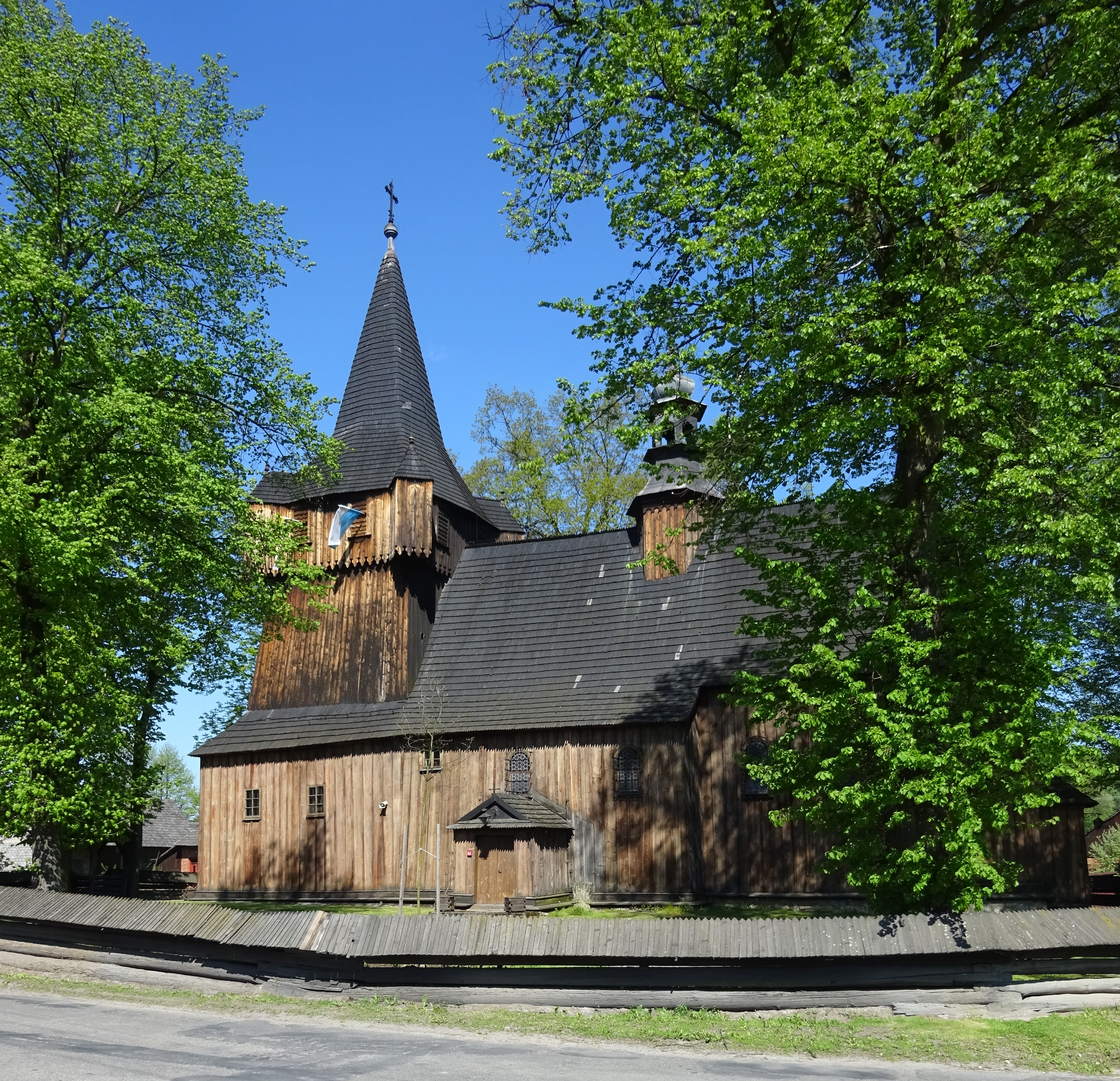
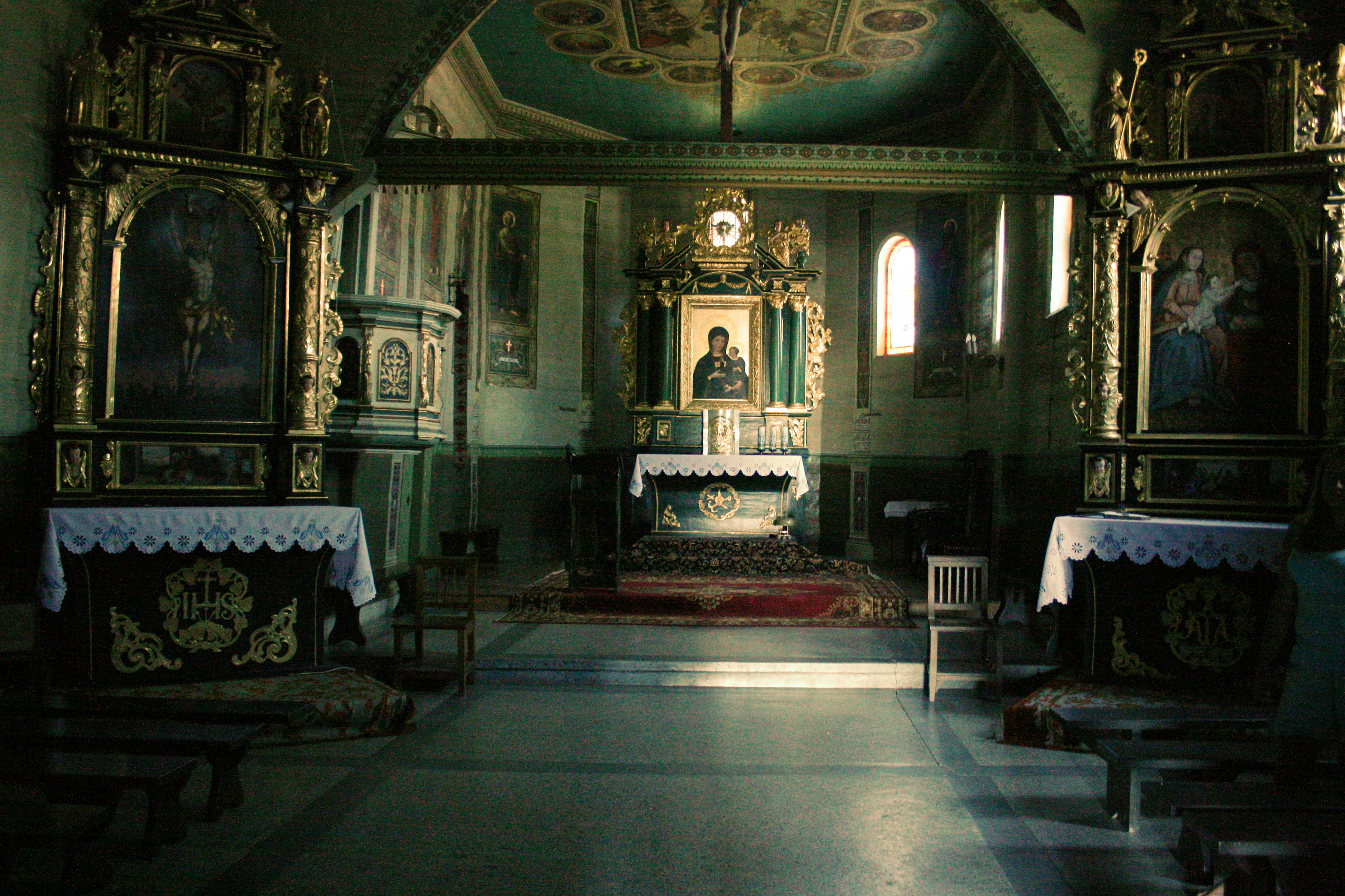